# Natação nos Jogos Pan-Americanos de 2003 - 200 m livre feminino
O evento dos 200 m livre feminino nos Jogos Pan-Americanos de 2003 foi realizado em 13 de agosto de 2003. 

## Medalhistas
| Ouro   | USA Dana Vollmer     |
| Prata  | USA Colleen Lanné    |
| Bronze | BRA Mariana Brochado |

## Recordes
| Recorde mundial       | Franziska van Almsick (GER) | 1:56.64 | 03 de agoto de 2002 | Berlim   |
| Recorde pan-americano | Cynthia Woodhead (USA)      | 1:58.43 | 03 de julho de 1979 | San Juan |

## Resultados
| Posição | Nadadora                  | Eliminatórias | Eliminatórias | Final      |
| Posição | Nadadora                  | Tempo         | Posição       | Tempo      |
| ------- | ------------------------- | ------------- | ------------- | ---------- |
| 1       | Dana Vollmer (USA)        | 2:01.88       | 1             | 1:59.80    |
| 2       | Colleen Lanné (USA)       | 2:03.45       | 2             | 2:01.98    |
| 3       | Mariana Brochado (BRA)    | 2:04.97       | 7             | 2:02.08    |
| 4       | Elizabeth Collins (CAN)   | 2:04.06       | 4             | 2:02.26    |
| 4       | Monique Ferreira (BRA)    | 2:04.85       | 6             | 2:02.26    |
| 6       | Florencia Szigeti (ARG)   | 2:04.21       | 5             | 2:03.23    |
| 7       | Janelle Atkinson (JAM)    | 2:03.73       | 3             | 2:03.27    |
| 8       | Maya Beaudry (CAN)        | 2:05.10       | 8             | 2:03.38    |
|         |                           |               |               |            |
| 9       | Alejandra Galan (MEX)     | 2:05.77       | 9             | 2:05.32    |
| 10      | Atenas López (MEX)        | 2:07.13       | 11            | 2:06.62    |
| 11      | Angela Chuck (JAM)        | 2:06.52       | 10            | 2:06.76    |
| 12      | Solimar Mojica (PUR)      | 2:08.54       | 12            | 2:08.54    |
| 13      | Diana López (VEN)         | 2:09.70       | 14            | 2:08.81    |
| 14      | Kaitlyn Elphinstone (CAY) | 2:10.23       | 15            | 2:08.90 NR |
| 15      | Vanessa Martínez (PUR)    | 2:08.57       | 13            | 2:09.53    |
| 16      | Maria Wong (PER)          | 2:11.29       | 16            | 2:11.00    |
|         |                           |               |               |            |
| 17      | Arlene Semeco (VEN)       | 2:12.22       | 17            |            |
| 18      | Nikia Deveaux (BAH)       | 2:13.63       | 18            |            |
| 19      | Priscila Zacarias (DOM)   | 2:13.81       | 19            |            |